# Crioa acronyctina
Crioa acronyctina là một loài bướm đêm trong họ Noctuidae.